# 民間策發會
民間策發會（全名：民間策略發展委員會，英文：Citizen's Commission on Constitutional Development，簡稱：CCCD），是香港一個泛民主派政治組織，通訊處位於灣仔道133號星航資訊中心。民間策發會主要成員包括：陳方安生、李鵬飛、單仲偕、布簡瓊、李志喜、吳永輝、高德禮、陳文敏、郭榮鏗等。成立目的為推動香港市民參與爭取2017年普選香港行政長官及2020年普選香港立法會，又名雙普選。民間策發會於2013年改組為新組織香港2020。

## 活動
2010年5月16日前夕，在香港各大傳媒刊登廣告，連載批評香港功能組別的不是，並呼籲香港人行使公民權利和選民責任，在2010年香港立法會地方選區補選善用選票，廢除功能組別。

## 異同
- 香港政府策發會

## 外部參考
1. ↑  民間策發會 - 官方網址 的存檔，存档日期2013-08-26.
2. ↑  . 美國之音. 2013-04-25  [2020-09-10].
3. ↑  .   [2010-05-18]. （原始内容存档于2010-05-16）.